# Gestion privée de la rétention administrative des étrangers
La privatisation de la rétention administrative des migrants est l'attribution de la gestion de la rétention des migrants en situation irrégulière à des organisations à but lucratif du secteur privé.
Depuis les années 1970, la gestion de centres de rétention est devenue une mission particulièrement coûteuse pour les États et une activité lucrative pour les entreprises privées du secteur. La multiplication des agents de pression, tant internes qu'externes aux États, a accéléré la tendance à l'externalisation de la gestion de la détention des migrants en situation irrégulière.

## États-Unis
Les États-Unis font partie des pionniers en matière de privatisation de la rétention. Dès le début des années 1970, les centres américains ont subi une pression croissante du fait de l'augmentation significative du nombre de détenus. Le pays faisait alors face à une augmentation sans précédent de la criminalité, résultant principalement de la War on Drugs, et qui a conduit à une tendance davantage punitive qui s’est clairement affiché dans les décisions de justice. La crise économique des années 1970 et la nouvelle orientation vers une vision purement punitive des prisons ont ouvert les portes au secteur privé.
La décision de « passer au privé » aux États-Unis est venue à la fin des années 1970, lorsque le service de l'immigration et de la naturalisation (INS) a embauché des gardes de sécurité privés pour aider son personnel dans les centres de détention en Floride et à New York qui étaient alors saturés par un afflux massif d'immigrants haïtiens.
Près de 30 ans plus tard, les États-Unis détiennent 230 000 « étrangers illégaux » dans 300 établissements. Le nombre exact de centres entièrement privés est difficile à évaluer, car la structure organisationnelle de l'immigration et des douanes (ICE) qui régit la détention de l'immigration aux États-Unis est très opaque et parce que de nombreux migrants sont détenus dans les prisons de l'État ou comté prisons au lieu des centres de détention. Ces prisons locales sont souvent gérées par des sociétés privées qui louent des lits à la ICE contre paiement. En outre, les migrants sont souvent logés avec les détenus de droit commun dans les prisons pénales à gestion privée. Cependant, la présence de migrants dans ces prisons ne suffit pas à les déclarer comme des centres de détention de l'immigration. Comme preuve de cette situation délicate, les chiffres montrent que, bien que le gouvernement des États-Unis déclare 230 000 étrangers en situation irrégulière placés en détention dans le pays, il admet seulement 27 500 lits dans son réseau de détention de l'immigration.

## Royaume-Uni
Le pays fait face à une accélération de l'immigration irrégulière dans les années 1970. Au cours de cette décennie, le gouvernement travailliste a dû faire face à des pressions budgétaires qui l'ont obligé à réduire ses dépenses de manière significative. Inspiré par les avantages de la déréglementation des télécommunications aux États-Unis, le gouvernement britannique a choisi de déléguer la détention des migrants vers le secteur privé. À cette époque, cette décision était censée être temporaire, jusqu'à ce que l'État soit financièrement en mesure d'assumer cette responsabilité à nouveau. Ainsi, le Royaume-Uni est allé vers le privé pour des raisons avant tout économiques.
Le pouvoir de rétention des migrants a été octroyé par la Loi sur l'immigration en 1971, qui a permis la détention des demandeurs d'asile dans les prisons de droit commun. Les premiers centres de détention pour migrant irrégulier au Royaume-Uni ont ouvert peu de temps après et ont été directement gérés par le secteur privé.
Aujourd'hui[Quand ?], onze des sept centres de détention de l'immigration du pays sont gérés par des entrepreneurs privés. Les trois autres installations sont exploitées par le HM Prison Service. Comme aux États-Unis, les entreprises privées sont rémunérées avec une redevance par détenu et par jour. Le pays a déclaré détenir autour de 26 000 migrants illégaux de en 2005.

## Italie et Espagne

Logo de la Croix-Rouge italienne.

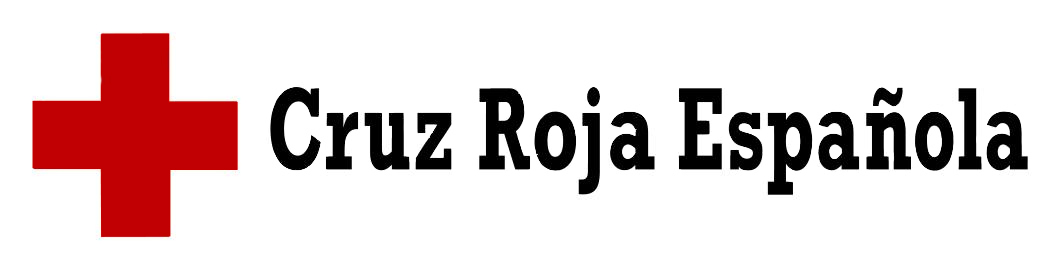
Logo de la Croix-Rouge espagnole.

L'Italie et l'Espagne reçoivent un nombre important de migrants qui arrivent par la mer. En 2011, 52 000 immigrants venus d'Afrique ont atteint l'île italienne de Lampedusa, tandis qu'un nombre similaire est arrivé dans les îles espagnoles des Canaries (CDH, 2008). Ce dernier pays accueille 10 centres de rétention de l'immigration (à long terme et ad hoc) détenant 13 241 immigrés en situation irrégulière en 2011 et l'Italie détient environ 10 000 migrants dans 22 centres. La France reçoit le plus grand nombre de migrants en situation irrégulière en Europe occidentale. En 2011, le pays détenu 51 385 migrants en situation irrégulière dans 24 sites, beaucoup plus que l'Espagne et l'Italie. Ce nombre peut être expliqué par le nombre croissant de migrants qui tentent de rejoindre le Royaume-Uni, où se trouvent déjà des membres de leur famille. Beaucoup d'entre eux sont détenus en France, même s’ils n’ont pas l'intention de rester dans ce pays.
L’Italie et l'Espagne ont fortement délégué l'administration et la gestion quotidienne de leurs centres de rétention de l'immigration à des organismes privés sans but lucratif. Un nombre limité d'ONG sont autorisés par les gouvernements centraux pour fournir une assistance aux migrants dans les centres en son nom. Parmi eux, la plus active reste la Croix-Rouge. Selon le Projet mondial de détention (GDP), les gouvernements de ces pays ont choisi la Croix-Rouge en raison de « sa capacité à répondre aux besoins humanitaires de la population des détenus, de leur fournir de la nourriture, des soins, un logement, des conseils psycho-sociaux ainsi qu’une assistance culturelle et linguistique ».
La Croix-Rouge a obtenu une position de monopole en Italie pendant les années 1990. De même, ce monopole existait en Espagne. En 2013, seul un petit groupe d'ONG ont été autorisés à entrer dans les centres de détention, y compris Human Rights Watch et Amnesty International. Par ailleurs, la loi dans les deux pays interdit expressément l'utilisation des pénitenciers de droit commun pour la détention en matière d'immigration administrative. Des ONG exploitent ainsi un réseau de centres de détention administrative spécialement désignés pour détention de l'immigration.

## France
Les centres de rétention administrative sont gérés par la puissance publique et non pas par des gestionnaires privés.

## Causes
Plusieurs phénomènes peuvent expliquer le choix de recourir à des intervenants privés.

### L'argument financier
La relation entre l'État et le secteur privé a été une question centrale au cours des dernières années. La crise économique et financière actuelle a poussé les pays développés à réduire drastiquement leurs dépenses publiques. Économiser de l'argent n’est cependant pas la seule raison pour laquelle l'État externalise ses services publics. La plus grande flexibilité et la rapidité offerte par les entreprises privées fournit une réponse plus efficace aux politiques qui comptent habituellement sur des résultats à court terme avant la prochaine échéance électorale.
Détenir des migrants est une politique très coûteuse. Lorsque les entreprises privées ou des ONG sont confiés pour exécuter ce service, son coût est généralement calculé sur une base quotidienne. Par exemple, le département de la Sécurité intérieure qui régit la détention de l'immigration aux États-Unis a demandé 2 milliards de dollars de financement pour l'année 2012-2013 afin de maintenir près de 300 installations d'hébergement 32 800 migrants en situation irrégulière. Ce budget représente une dépense quotidienne de 164 $ par détenu. En 2011, CCA et GEO, les deux plus grandes compagnies américaines impliquées dans la détention de l'immigration, ont facturé 1,73 milliard $ et 1,6 milliard $, respectivement à l'État américain (Silverman et al. 2012). Ces énormes quantités d'argent ont modifié la place de sociétés privées dans l'environnement public et leur pouvoir d'influencer sur les décisions politiques.
La société britannique G4S illustre l'énorme puissance financière du secteur privé vis-à-vis de l'État. G4S est le troisième plus grand employeur du secteur privé au monde, avec plus de 650 000 membres du personnel, et se rémunère en « plaçant le personnel de sécurité, où il n'y a pas assez de policiers, par exemple, et où les agents pénitentiaires font défaut » (BBC, 2012). Le comté de Lincolnshire et G4S a signé un contrat d'une valeur de 200 000 000 £ selon lequel la moitié du personnel de la police ira rejoindre la compagnie de sécurité. G4S va également construire et administrer un poste de police. Cette tendance est en nette accélération au Royaume-Uni avec deux autres comtés (Surrey et West Midlands) qui ont invité publiquement G4S à assumer la responsabilité pour « enquêter sur les crimes, patrouiller dans les quartiers et même détenir des suspects ». G4S administre actuellement quatre centres de détention pour migrants irréguliers au Royaume-Uni et partage le marché avec deux autres sociétés de sécurité privées, Serco et Reliance, pour un total de sept centres de détention à gestion privée. En outre, G4S a été un partenaire historique du Royaume-Uni sur la question des expulsions. Entre 2005 et 2011, la société a obtenu un monopole sur les expulsions au moyen d'un accord de 110 000 000 £,.
Plusieurs entreprises font des bénéfices indirects grâce à la détention des migrants irréguliers. Par exemple, Boeing exploite des systèmes électroniques de détection aux frontières aux États-Unis. Les entreprises européennes signent des contrats avec les agences européennes pour surveiller les frontières extérieures. L'agence européenne Frontex, a notamment été créée pour améliorer la sécurité des frontières extérieures. D'autres programmes financés par l'Union européenne comptent sur les entreprises de haute technologie tels que Sagem, EADS Defence, Thales et Ericsson.
Les partisans de la privatisation expliquent que la gestion du secteur privé du fonctionnement des centres de détention pour migrants pourrait réduire les coûts à hauteur de 20% par rapport aux coûts de la gestion publique.
Un autre argument de base en faveur de la privatisation est la hausse des coûts du travail du personnel administratif public. En utilisant de la main-d'œuvre pour la plupart non-européenne et en contrôlant les salaires et les avantages sociaux, les entreprises de détention privés soutiennent qu'ils peuvent efficacement réduire les coûts de la main-d'œuvre, et ainsi permettre des économies substantielles nettes pour le gouvernement.

### Le rôle desgroupes de pression

#### Aux États-Unis
Aux États-Unis, les sociétés privées ont exercé leur influence sur les législateurs en faisant pression pour des lois qui permettent la détention d'immigrants pendant de plus longues périodes.
CCA et GEO ont dépensé ensemble au moins 45 millions de dollars au cours de la dernière décennie en campagne de dons. L’argument de la maîtrise des coûts est basé sur différentes études, souvent menées par des groupes de pression (lobbies) ou par les entreprises elles-mêmes.
Quelques cas illustrent concrètement l'impact du secteur privé sur le processus législatif. Selon Claire Rodier (2012), certains groupes de pression sont capables de jouer un rôle important dans la restructuration et l'introduction des lois. Preuve de cela, la loi SB 1070 adoptée en Arizona en 2010, qui a provoqué une vague de protestations. Le texte autorise la police à vérifier l'identité et de détenir toute personne pour qui « il y a un doute raisonnable que [il] est illégalement présente aux États-Unis »; poursuivre non seulement les étrangers sans papiers, mais aussi ceux qui les aident, y compris leurs employeurs; et les gens qui les transportent dans leur véhicule. La loi a été largement critiquée, même le président des États-Unis, Barack Obama a exprimé des inquiétudes.
Pour comprendre comment les lobbyistes ont fait pression pour l'introduction de cette loi, le contexte dans lequel il se trouve doit être rappelé. L'Arizona a connu un boom économique dans la seconde moitié du XXe siècle, la population a augmenté de façon spectaculaire - de plus de 20% pour la seule période 2000-2006 - en particulier en raison de l'afflux de travailleurs migrants, y compris des sans-papiers, dont le nombre atteint des centaines de milliers. Depuis 2008, l'Arizona a été particulièrement touchée par la crise des subprimes, qui a mis des milliers de personnes au chômage. Le déficit de l'Arizona est maintenant le plus important des États-Unis, et il est estimé que le nombre d'emplois dans le secteur de la construction entre 2006 et 2010, l'un des principaux employeurs de l'État, a été réduit de moitié. Il pourrait donc supposer qu'il existe une corrélation entre la soudaine urgence pour lutter contre l'immigration irrégulière et le fait que le secteur de la construction n'a plus besoin de main-d'œuvre bon marché.
Ce changement a été déclenché en 2009 lors d'une réunion du Conseil législatif American Exchange (ALEC). Ayant le statut d'ONG, l’ALEC est un cabinet de conseil composé d'élus et de chefs d'entreprise, qui vise à améliorer la viabilité politique et juridique des lois soumises par les parlementaires. Il est en fait un carrefour stratégique qui rassemble intérêts privés et acteurs publics. L’ALEC est financé par les entreprises et les membres qui paient une adhésion. Parmi les membres de l’ALEC on trouve les dirigeants de la CCA et de GEO Group Inc. Ce genre de groupe est assez fréquent aux États-Unis, où de nombreux politiciens sont également parties prenantes dans des entreprises privées. Entre 2006 et 2010, le budget du gouvernement fédéral alloué à l’ICE qui gère l'identification, la surveillance, le transport, la détention et l'expulsion des migrants, a augmenté de plus de 50%. Durant la même période, les actions de CCA ont quintuplé.
En Europe, la principale différence provient du genre d'acteur qui cherche à influencer les décideurs. Les syndicats de travailleurs y ainsi sont plus influents sur les législateurs que les groupes de lobbying financés par le privé. Ainsi, les quatre plus grands syndicats français sont régulièrement invités à collaborer avec les députés sur les décisions de réglementation du travail. Étonnamment, les syndicats sont invités à assister à des réunions avec le Parlement, tandis que les groupes de pression ont généralement lutté pour être entendu.
Cette déclaration soulève certaines questions démocratiques, car les syndicats sont généralement partisans des partis de gauche. La place centrale des syndicats pourrait expliquer pourquoi les entreprises privées manquent d'accès direct et puissant aux décideurs dans le but d’influencer les décisions publiques. Les syndicats jouent ainsi un rôle de bouclier entre les intérêts du secteur privé et les décideurs.

#### Au Royaume-Uni
Certains pays sont plus sensibles à la pression du secteur privé et à certaines questions. Wilks (2013) a exploré la place des grandes entreprises à but lucratif dans la vie politique britannique. L’auteur explique comment le gouvernement de Sa Majesté est dépendant des entreprises privées, car « un tiers des dépenses publiques est canalisée » à travers eux. Ces entreprises font partie de la soi-disant industrie des services publics, qui emploie 1,2 million personnes, « trois fois le nombre de personnes employées par Whitehall. » Cette énorme quantité de personnel, dans un pays qui fait face à taux de chômage élevé, leur donne un effet de levier incomparable sur la politique. L'auteur soutient que « sa capacité à coloniser gouvernement est un objectif stratégique essentiel ». Ainsi, de nombreux députés et ministres sont également membres des conseils d'administration des entreprises privées. Ces doubles rôles permettent aux entreprises d’atteindre le cœur du processus d'élaboration des politiques publiques afin de l'orienter en leur faveur. Au Royaume-Uni, la privatisation de la détention de l'immigration est donc pour partie une conséquence de l'intrusion de l'intérêt du secteur privé dans le processus de prise de décision.

### La dilution des responsabilités
À la fin de 2010, la Cour européenne des droits de l'homme avait trouvé 271 cas de violations de la Convention européenne des droits de l'homme par le Royaume-Uni. Ces violations des droits de l’Homme ont été régulièrement exposés dans les centres de rétention pour migrants en Grande-Bretagne. Certains cas sont néanmoins particulièrement pertinents en ce qui concerne le choix de confier au secteur privé la détention des migrants. Le cas de Jimmy Mubenga (en) illustre cette réalité. Le 12 octobre 2010, ce citoyen angolais mort après avoir été molesté lors d'une expulsion menée par G4S. Le rapport médical indique une mort par asphyxie. Les trois agents qui ont procédé à l'expulsion ont été arrêtés, mais rapidement libérés, en raison de l'absence de preuves contre eux. Peu de temps après, G4S a perdu le contrat des expulsions et le gouvernement britannique l’a confié à une autre société privée, Reliance. En outre en 2011, Serco, qui gère le centre de détention pour migrants de Yarl's Wood (en) dans l'est de l'Angleterre, a été accusé de pratiquer une forme d'esclavage moderne: Serco emploie les détenus en attente d'expulsion pour faire fonctionner la cantine et nettoyer les chambres pour un salaire de cinquante pence par heure, vingt fois moins que le taux horaire facturé pour ce type de tâche.
Selon Claire Rodier (2012), cette réalité met en évidence un autre avantage de la privatisation de la détention de l'immigration: il favorise l'opacité et la « dilution des responsabilités ». En d'autres termes, les États seraient tentés d’externaliser la gestion des secteurs sensibles afin de limiter leur responsabilité directe en cas de violation des droits fondamentaux. Le Royaume-Uni et les États-Unis donnent des avantages à des entreprises privées afin de rester loin de scandales possibles. Et cela fonctionne apparemment. L'auteur révèle que, dans la seule année 2010, 48 plaintes ont été enregistrées contre G4S. La majorité provient des détenus eux-mêmes. Cependant, très peu ont atteint un tribunal et encore moins ont conduit à des condamnations. Lorsque cela se produit, la justice a tendance à considérer que le gouvernement ne peut pas être tenu responsable des actions des parties prenantes qui mettent en œuvre ses mesures.
Cette dilution des responsabilités profite à la fois l'État et le secteur privé. Dans un contexte de crise économique qui encourage les États à déréglementer et à couper dans les dépenses publiques, le secteur privé offre un moyen moins coûteux de maintenir les services publics tout en faisant d'énormes profits. Toutefois, cette situation gagnant-gagnant produit des effets pervers. Les États sont ainsi poussés à maintenir à tout prix le « marché » des migrants afin d'assurer une source de revenus à son « partenaire ». Ainsi, les entreprises privées acceptent d’acquérir une mauvaise réputation contre la garantie de bénéfices stables.
Cette relation est particulièrement visible dans la zone européenne. En 2002, la Commission européenne a présenté un nouveau plan visant à protéger les frontières extérieures de l'UE. La même année, le Conseil européen a décidé de faire de la lutte contre l'immigration irrégulière une priorité, pour laquelle plusieurs plans d'action ont été mis en place, menant à la création de l'agence FRONTEX. En 2003, un « groupe d'experts » a été formé avec pour mission de proposer des lignes directrices à l'Union européenne en ce qui concerne un programme de recherche européen dans le domaine de la sécurité. Dans son premier rapport, l'UE a été invité à adapter son budget comparable à celui des États-Unis, qui dépense plus de 4 dollars par habitant et par an - qui équivaut à environ 1,3 milliard d'euros par an pour 450 millions d'Européens.
Après la présentation de ce rapport, la Commission européenne, en 2007, a lancé un programme de recherche sur la sécurité des frontières qui est largement associée avec le secteur industriel. Franco Frattini, alors commissaire européen à la Justice et des affaires intérieures, a affirmé que « la sécurité n’est plus le monopole des gouvernements, mais un bien commun, dont la responsabilité et la mise en œuvre devraient être partagés entre les secteurs public et privé ». Il y a donc une véritable coïncidence entre l'offre du secteur privé et une demande politique concrète.